# Synagoga w Krzepicach
Synagoga w Krzepicach – synagoga znajdująca się w Krzepicach (województwo śląskie), przy ulicy Weneckiej 1, nad rzeką Liswartą. Zniszczona przez Niemców podczas II wojny światowej.

## Historia

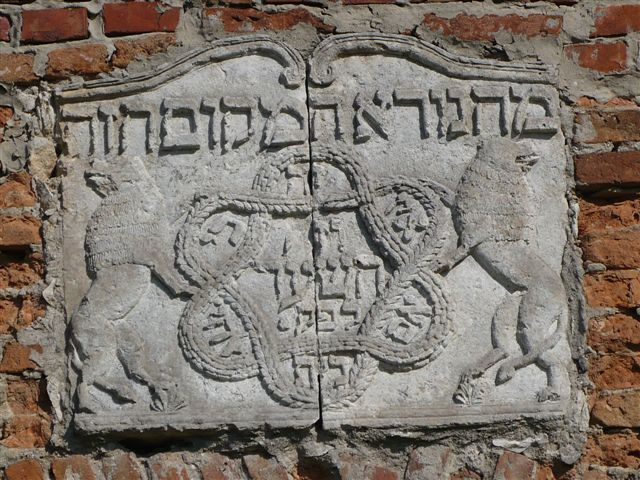
Tablica

Budowa synagogi w ówczesnej wsi Kuźniczka, która jest obecnie lewobrzeżną częścią Krzepic rozpoczęła się na przełomie 1814 i 1815 r. Data ukończenia nie jest do końca znana, ale przyjmuje się ją za 1822 rok, czyli datę uniezależnienia się lokalnej gminy żydowskiej od kahału z Działoszyna. Wówczas synagoga musiała być już czynna.
Podczas II wojny światowej hitlerowcy doszczętnie zdewastowali synagogę i następnie utworzyli wokół niej obóz dla Żydów. Po wojnie w stanie trwałej ruiny bez dachu nieruchomość była własnością prywatną, dopiero po śmierci wszystkich spadkobierców stała się w 2016 r. mieniem gminnym. Po przejęciu synagogi samorząd gminy podjął starania o poprawę stanu zabytku. W 2020 r. gmina otrzymała 400 tys. zł z Ministerstwa Kultury i Dziedzictwa Narodowego na zabezpieczenie budowli.

## Architektura
Murowany z cegły i kamienia budynek synagogi wzniesiono na planie prostokąta o wymiarach 13,6 na 24,1 metra. W środku we wschodniej części znajdowała się główna sala modlitewna, a w zachodniej przedsionek, nad którym na piętrze znajdował się babiniec.
Fasada ujęta jest w czterokolumnowy portyk z trójkątnym tympanonem, dawniej na tle schodkowego szczytu przesłaniającego dach. Nad drzwiami głównymi, a poniżej półokrągłego okna znajduje się tabliczka ze stylizowaną gwiazda Dawida, którą podtrzymuje para lwów wkomponowana w hebrajski napis z zaszyfrowaną datą:
"O jakimże lękiem napawa to miejsce! Nic tu innego, tylko dom Boży i brama do nieba"
Wewnątrz synagogi, na ścianie wschodniej zachowała się wnęka po Aron ha-kodesz ujęta w prostą opaskę ceglaną oraz zabity deskami okulus. Na ścianach znajdują się rzędy wysokich, półokrągłe zakończonych okien.